# Pierlas
Pierlas [pjɛʁlas]  est une commune française située dans le département des Alpes-Maritimes en région Provence-Alpes-Côte d'Azur. Ses habitants sont appelés les Pierlassois ou encore les Pierlencs.

## Géographie

### Localisation
Commune située dans la vallée du Cians et est attenante aux villages de Ilonse, Lieuche et Thiéry.

### Géologie et relief
La commune se compose de 3 137,64 hectares de forêts et milieux semi-naturels (99,99 %).
Petit village perché sur un promontoire rocheux.
Massifs environnants : Dôme de Barrot (2137 m) Les Cluots (2106 m), La Tête de Giarons (2025m), La Tête de Pérail (2017m) et la Tête du Pommier (1912 m).

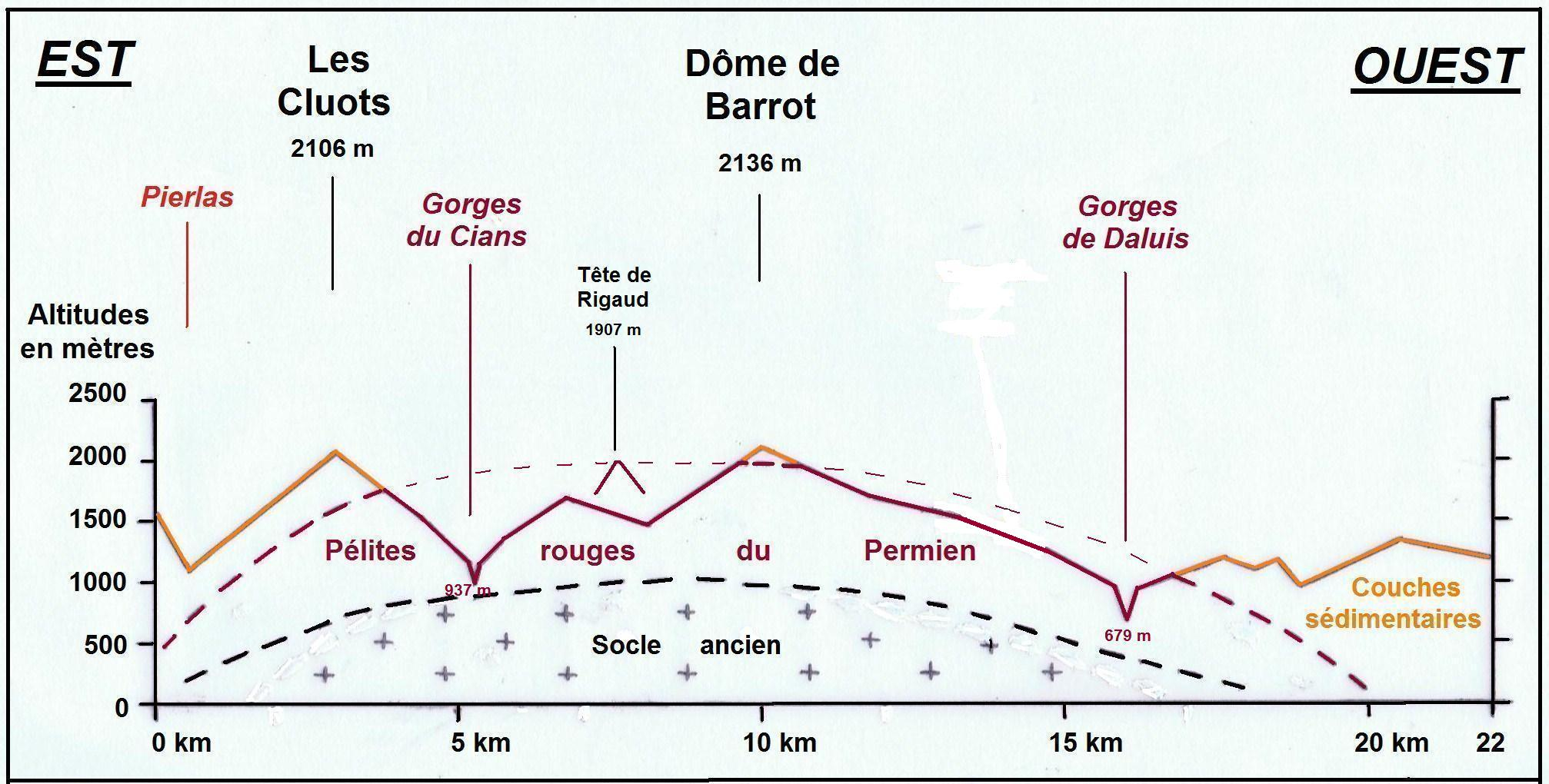
Dôme de Barrot.

### Sismicité
La commune est située dans une zone de sismicité moyenne,.

### Hydrographie et les eaux souterraines
Cours d'eau sur la commune ou à son aval :
- rivière le cians,
- ruisseau de raton,
- vallons de pierlas, de royer, de l'escoulière, de tavanière, de fausse magne, de vairon, de reynier, de coulié, de la fouent de buis, des meyères.

La Commune a fait réaliser un Schéma Directeur d’Assainissement sous la forme d’un Programme de Travaux et d’un Zonage de l’Assainissement des eaux usées (collectif / non collectif).

### Climat
Pour des articles plus généraux, voir Climat de Provence-Alpes-Côte d'Azur et Climat des Alpes-Maritimes.
En 2010, le climat de la commune est de type climat de montagne, selon une étude du Centre national de la recherche scientifique s'appuyant sur une série de données couvrant la période 1971-2000. En 2020, Météo-France publie une typologie des climats de la France métropolitaine dans laquelle la commune est exposée à un climat de montagne ou de marges de montagne et est dans la région climatique Var, Alpes-Maritimes, caractérisée par une pluviométrie abondante en automne et en hiver (250 à 300 mm en automne), un très bon ensoleillement en été (fraction d’insolation > 75 %), un hiver doux (8 °C) et peu de brouillards.
Pour la période 1971-2000, la température annuelle moyenne est de 9,3 °C, avec une amplitude thermique annuelle de 15,9 °C. Le cumul annuel moyen de précipitations est de 1 082 mm, avec 5,8 jours de précipitations en janvier et 6,2 jours en juillet. Pour la période 1991-2020, la température moyenne annuelle observée sur la station météorologique de Météo-France la plus proche, « Rimplas_sapc », sur la commune de Rimplas à 8 km à vol d'oiseau, est de 12,2 °C et le cumul annuel moyen de précipitations est de 908,8 mm. 
La température maximale relevée sur cette station est de 35,5 °C, atteinte le 23 août 2023 ; la température minimale est de −10,7 °C, atteinte le 27 février 2018,,.
Les paramètres climatiques de la commune ont été estimés pour le milieu du siècle (2041-2070) selon différents scénarios d'émission de gaz à effet de serre à partir des nouvelles projections climatiques de référence DRIAS-2020. Ils sont consultables sur un site dédié publié par Météo-France en novembre 2022.

### Voies de communications et transports

#### Voies routières
Village desservie par la D428. La RD 59 par le col de Sinne, relie Pierlas à Ilonse et la vallée de la Tinée.

#### Transports en commun
- Transport en Provence-Alpes-Côte d'Azur
- Les cars Lignes d'Azur[15]

#### Chemins de fer
Le Pont du Cians, à proximité de Touët-sur-Var, est desservi par la ligne Nice - Digne des Chemins de fer de Provence (plus connue sous le nom du « Train des Pignes »).

### Intercommunalité
Depuis le 1er janvier 2014, Pierlas fait partie de la communauté de communes des Alpes d'Azur. Elle était auparavant membre de la communauté de communes des vallées d'Azur, jusqu'à la disparition de celle-ci lors de la mise en place du nouveau schéma départemental de coopération intercommunale.

## Urbanisme

### Typologie
Au 1er janvier 2024, Pierlas est catégorisée commune rurale à habitat très dispersé, selon la nouvelle grille communale de densité à 7 niveaux définie par l'Insee en 2022.
Elle est située hors unité urbaine. Par ailleurs la commune fait partie de l'aire d'attraction de Nice, dont elle est une commune de la couronne,. Cette aire, qui regroupe 100 communes, est catégorisée dans les aires de 200 000 à moins de 700 000 habitants,.

### Occupation des sols
L'occupation des sols de la commune, telle qu'elle ressort de la base de données européenne d’occupation biophysique des sols Corine Land Cover (CLC), est marquée par l'importance des forêts et milieux semi-naturels (100 % en 2018), une proportion identique à celle de 1990 (100 %). La répartition détaillée en 2018 est la suivante : 
milieux à végétation arbustive et/ou herbacée (75,4 %), forêts (12,4 %), espaces ouverts, sans ou avec peu de végétation (12,2 %).
L'évolution de l’occupation des sols de la commune et de ses infrastructures peut être observée sur les différentes représentations cartographiques du territoire : la carte de Cassini (XVIIIe siècle), la carte d'état-major (1820-1866) et les cartes ou photos aériennes de l'IGN pour la période actuelle (1950 à aujourd'hui).

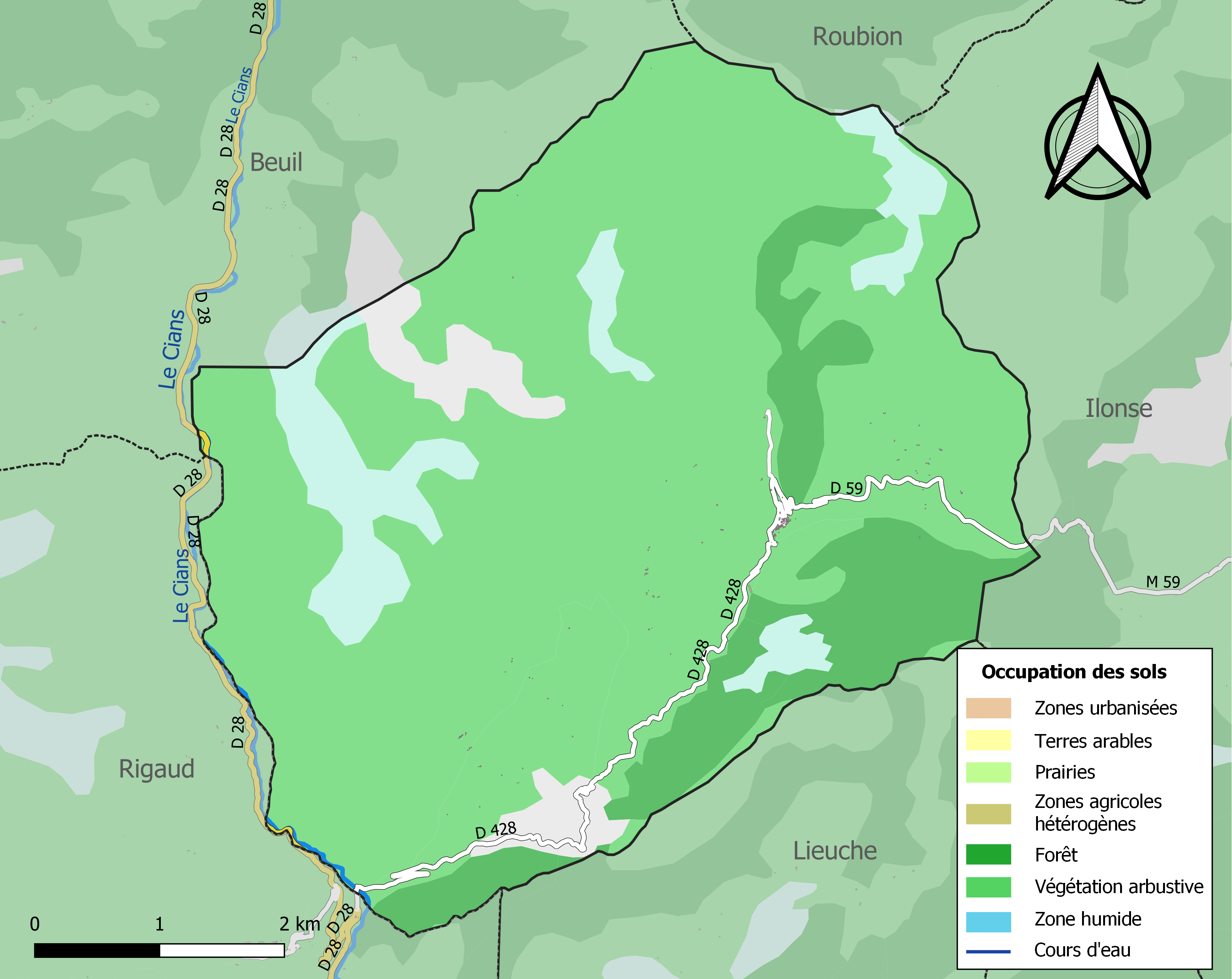
Carte de l'occupation des sols de la commune en 2018 (CLC).

## Histoire
Pirlas est cité au XIIe siècle. Le fief de Pierlas a appartenu aux Grimaldi de Bueil, jusqu'à l’exécution d’Annibal Grimaldi, en 1621. Le fief appartient ensuite aux Badat, Brès, et Léotardi. Le fief est vendu aux Caïs de Pierlas, avec le titre de comte, en 1764.

## Politique et administration
| Période                                  | Période  | Identité           | Étiquette | Qualité                |
| ---------------------------------------- | -------- | ------------------ | --------- | ---------------------- |
| Les données manquantes sont à compléter. |          |                    |           |                        |
| mars 2001                                | 2014     | Félix-Marius Bres  |           |                        |
| mars 2014                                | En cours | Gilbert Martinelli | LR        | Ancien cadre. Retraité |

### Budget et fiscalité 2023

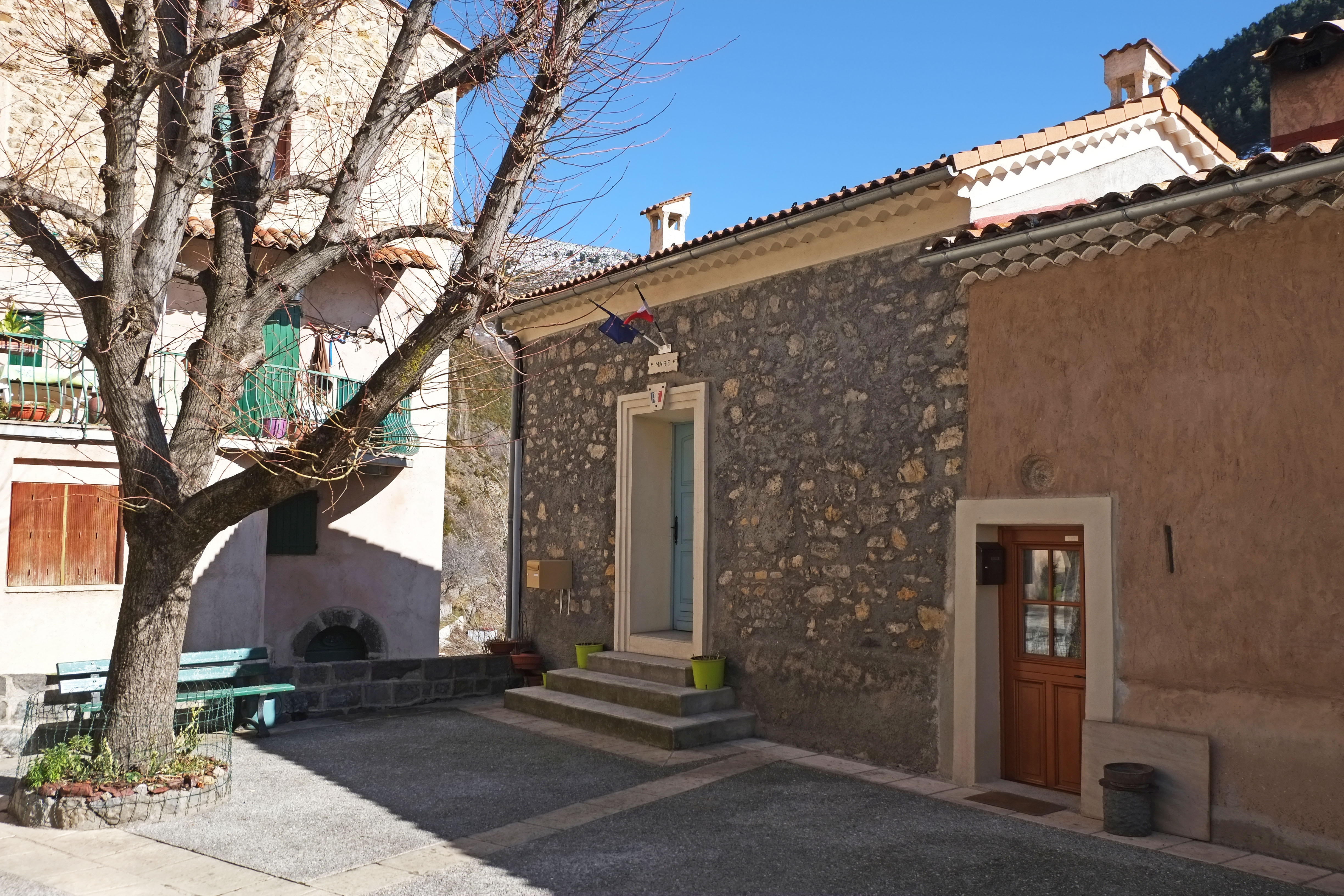
La mairie de Pierlas.

En 2023, le budget de la commune était constitué ainsi :
- total des produits de fonctionnement : 194 000 €, soit 1 865 € par habitant ;
- total des charges de fonctionnement : 158 000 €, soit 1 516 € par habitant ;
- total des ressources d'investissement : 160 000 €, soit 1 537 € par habitant ;
- total des emplois d'investissement : 86 000 €, soit 829 € par habitant ;
- endettement : 503 000 €, soit 4 839 € par habitant.

Avec les taux de fiscalité suivants :
- taxe d'habitation : 18,18 % ;
- taxe foncière sur les propriétés bâties : 23,38 % ;
- taxe foncière sur les propriétés non bâties : 49,33 % ;
- taxe additionnelle à la taxe foncière sur les propriétés non bâties : 0,00 % ;
- cotisation foncière des entreprises : 0,00 %.

Chiffres clés Revenus et pauvreté des ménages en 2021 : médiane en 2021 du revenu disponible, par unité de consommation.

## Population et société

### Démographie

#### Évolution démographique
L'évolution du nombre d'habitants est connue à travers les recensements de la population effectués dans la commune depuis 1793. Pour les communes de moins de 10 000 habitants, une enquête de recensement portant sur toute la population est réalisée tous les cinq ans, les populations de référence des années intermédiaires étant quant à elles estimées par interpolation ou extrapolation. Pour la commune, le premier recensement exhaustif entrant dans le cadre du nouveau dispositif a été réalisé en 2006.

En 2022, la commune comptait 99 habitants, en évolution de −1,98 % par rapport à 2016 (Alpes-Maritimes : +2,85 %, France hors Mayotte : +2,11 %).
| 1793 | 1800 | 1806 | 1822 | 1838 | 1848 | 1858 | 1861 | 1866 |
| ---- | ---- | ---- | ---- | ---- | ---- | ---- | ---- | ---- |
| 203  | 138  | 176  | 241  | 290  | 256  | 198  | 193  | 194  |

| 1872 | 1876 | 1881 | 1886 | 1891 | 1896 | 1901 | 1906 | 1911 |
| ---- | ---- | ---- | ---- | ---- | ---- | ---- | ---- | ---- |
| 188  | 198  | 208  | 210  | 212  | 232  | 188  | 194  | 181  |

| 1921 | 1926 | 1931 | 1936 | 1946 | 1954 | 1962 | 1968 | 1975 |
| ---- | ---- | ---- | ---- | ---- | ---- | ---- | ---- | ---- |
| 158  | 152  | 144  | 146  | 125  | 82   | 92   | 62   | 67   |

| 1982 | 1990 | 1999 | 2006 | 2011 | 2016 | 2021 | 2022 | - |
| ---- | ---- | ---- | ---- | ---- | ---- | ---- | ---- | - |
| 73   | 115  | 84   | 110  | 90   | 101  | 101  | 99   | - |

### Enseignement
L'école primaire a fermé depuis 1982, faute d'élèves.
Établissements d'enseignements :
- Écoles maternelles et primaires à Touet sur Var, Saint-Sauveur sur Tinée, Beuil,
- Collège à Puget Théniers, Saint-Sauveur sur Tinée,
- Lycée à Valdeblore.

### Cultes
- Culte catholique, Paroisse : Notre Dame du Var, Saint-Martin, Diocèse de Nice[31].

## Économie

### Entreprises et commerces

#### Agriculture
- Culture et élevage associés.
- Élevage d'ovins et de caprins.
- Élevage de volailles.
- Élevage de chevaux et d'autres équidés.

#### Tourisme
- Hébergements et restauration à Roubion, Rimplas, Valdeblore.

#### Commerces
- Commerces et services de proximité[32].
- Commerce ambulant de fruits et légumes

## Culture locale et patrimoine

### Lieux et monuments
- Gorges supérieures du Cians.
- Village rustique perché sur une avancée rocheuse. On peut voir sur les murs et les linteaux des inscriptions[33].

Patrimoine religieux :
- Église Saint-Sylvestre, possession des Hospitaliers de Saint-Jean de Jérusalem en 1338[34].
- Plusieurs chapelles[35] : Chapelle Notre Dame des Carmes de Pierlas, Chapelle Saint Sylvestre de Pierlas (ruines), Chapelle Saint Joseph de Pierlas (ruines)[36].
- Monument aux morts[37],[38].

Patrimoine rural :
- Four à bois toujours en fonction[39].
- Fontaine sous une voûte[40]. Colonne frappée d'une svastika[41].
- Pont de pierre du Riou, affluent de la Vésubie[42].

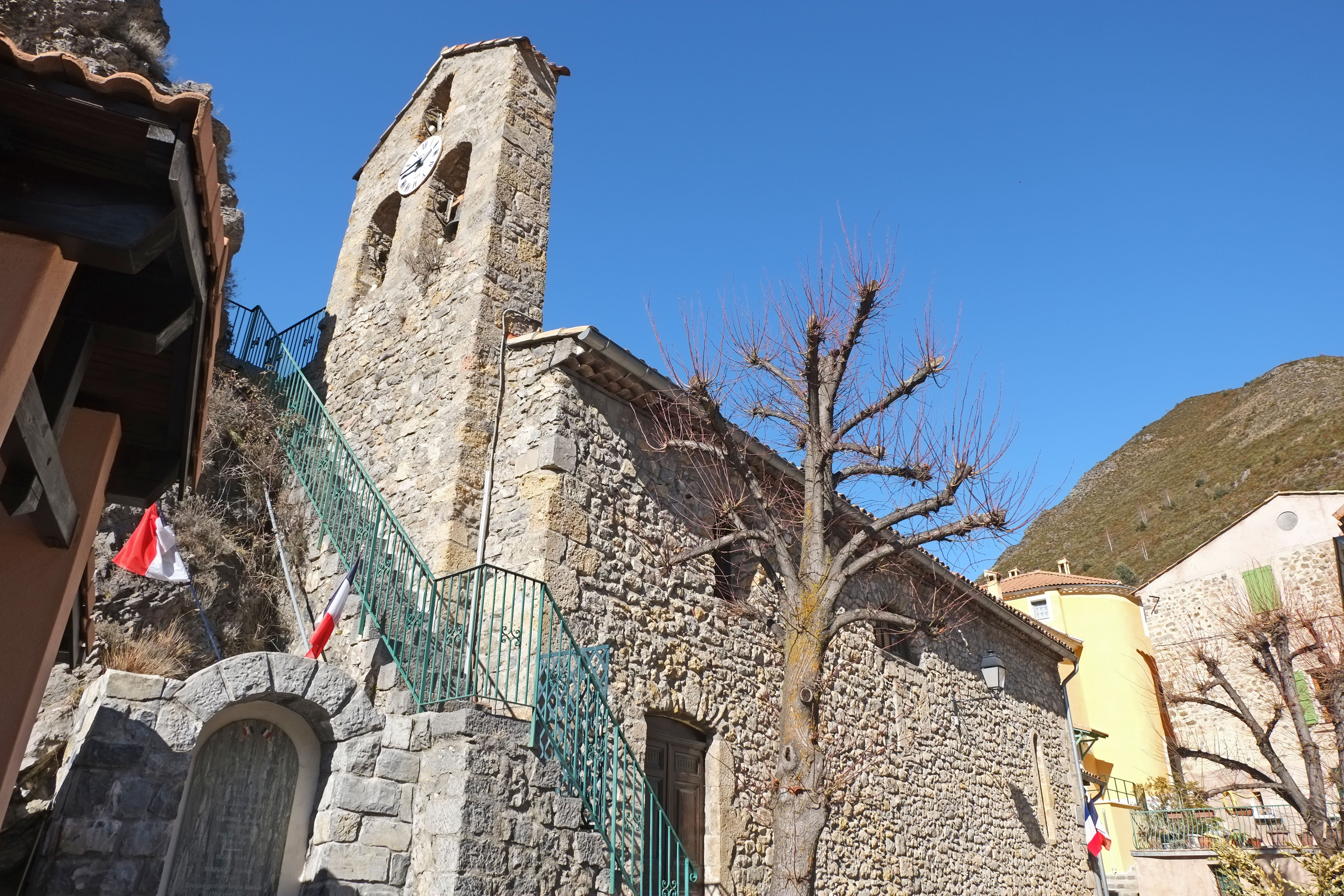
L'église Saint-Sylvestre.
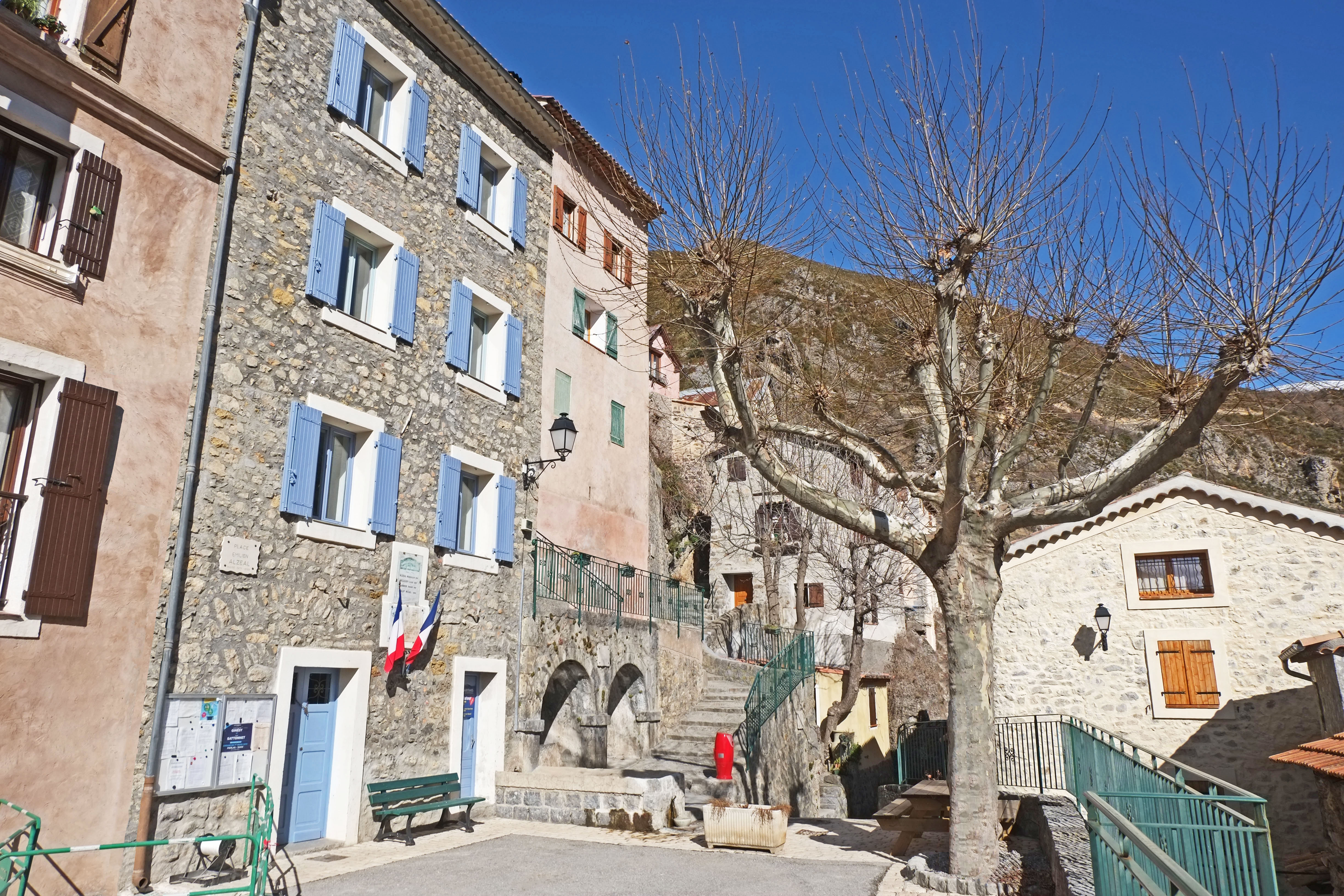
La place Émilien Alzéal.
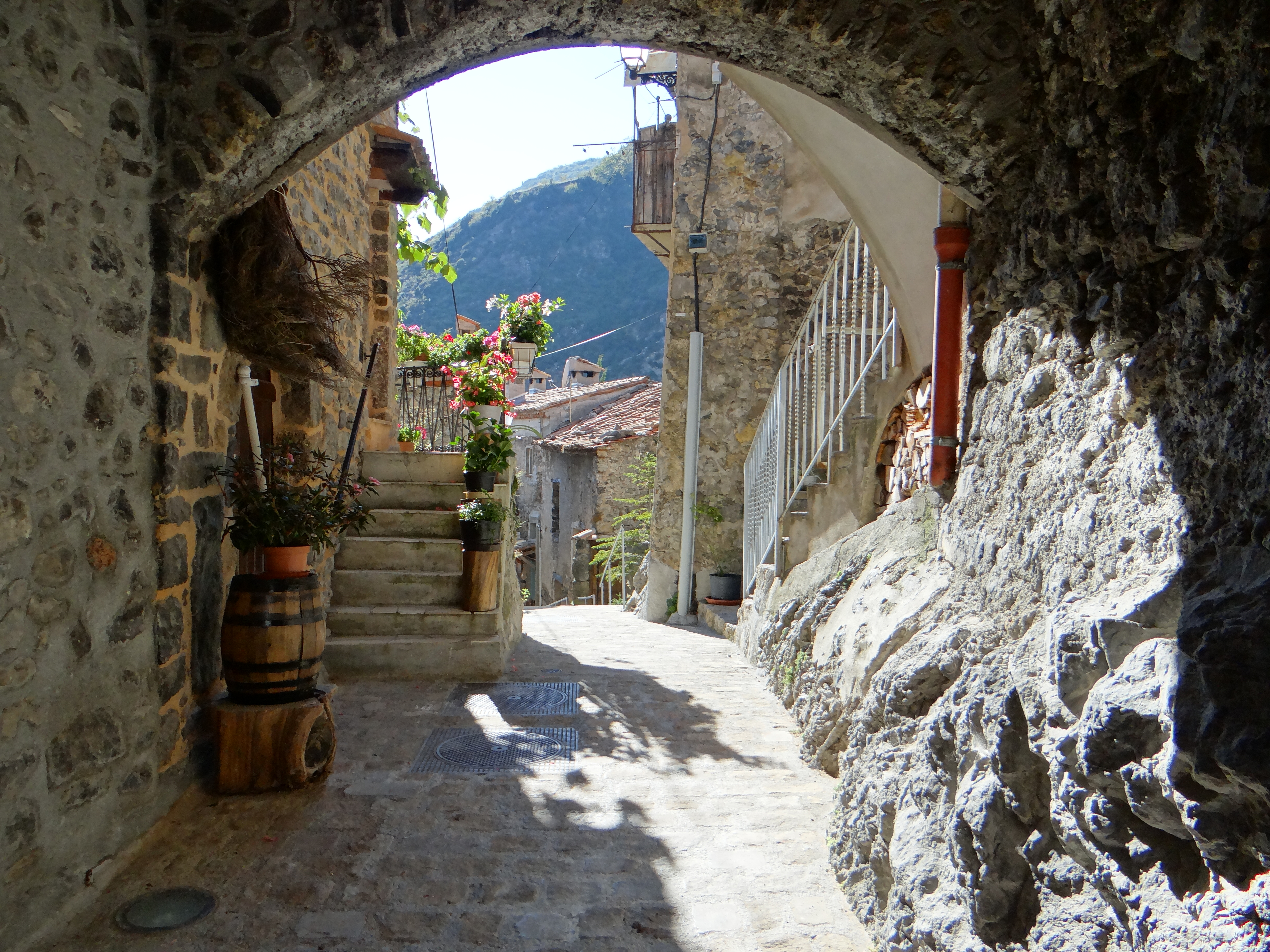
Un passage couvert sur une rue.

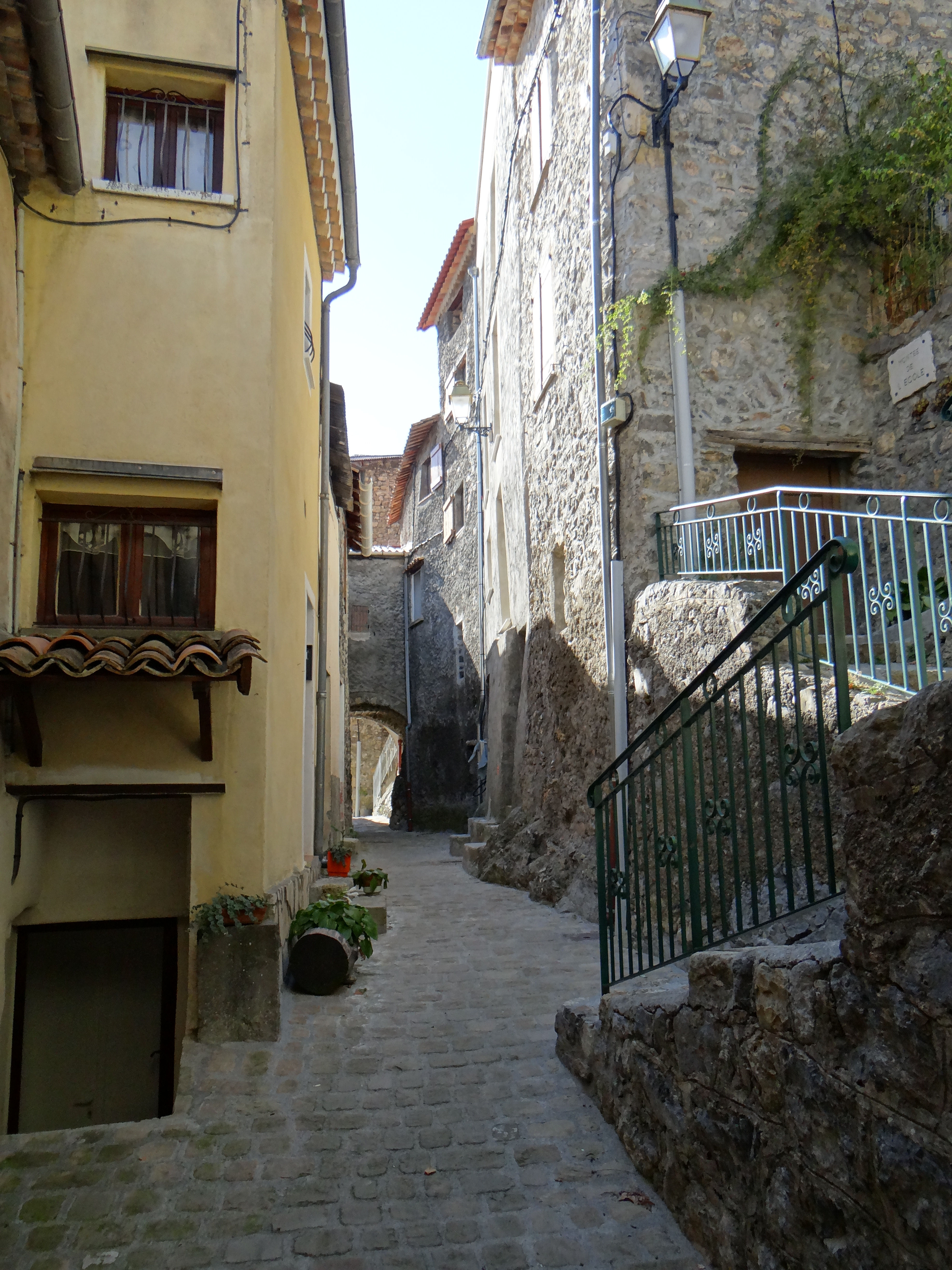
Une rue.
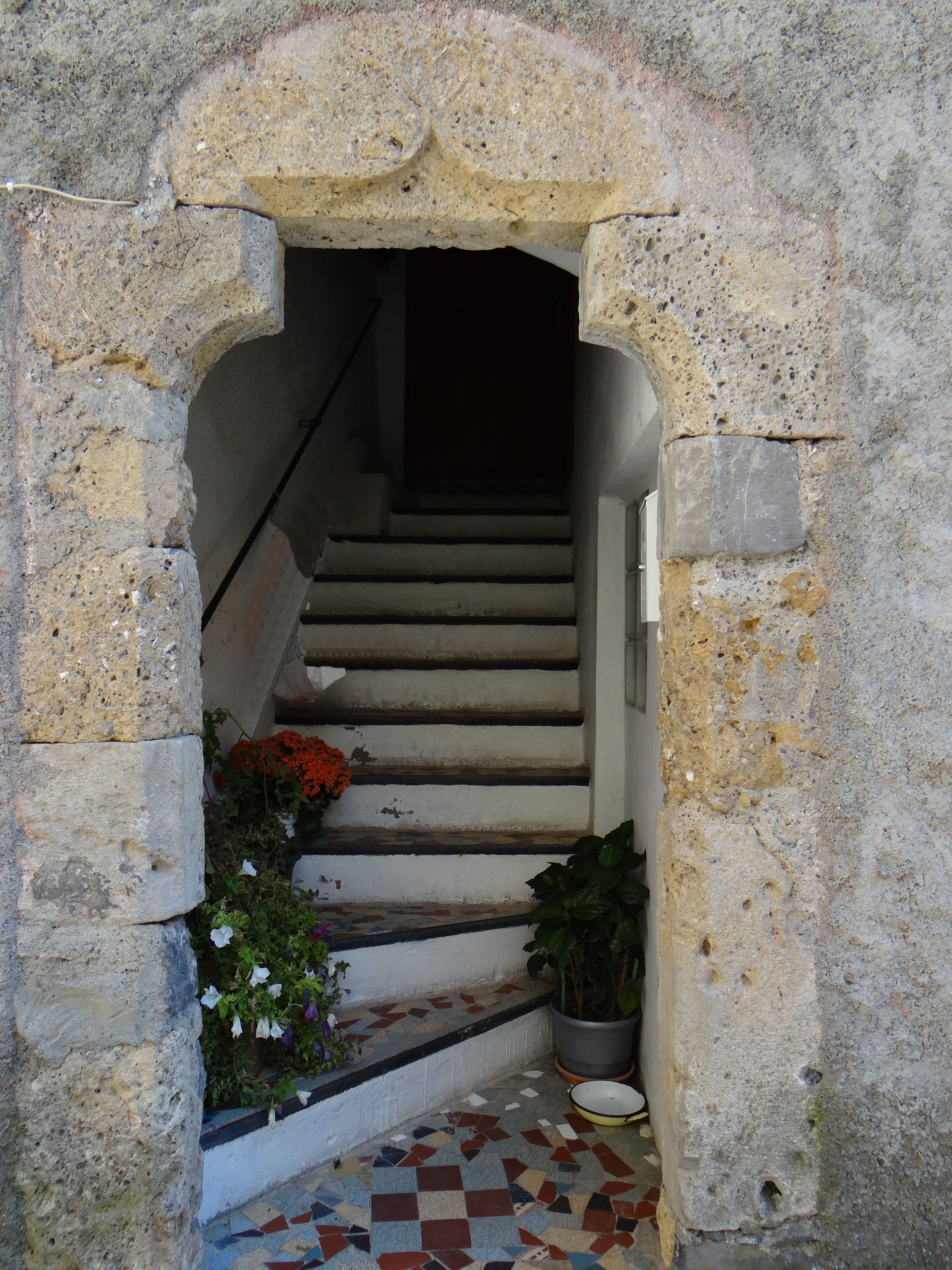
Blason de Pierlas sur linteau porte
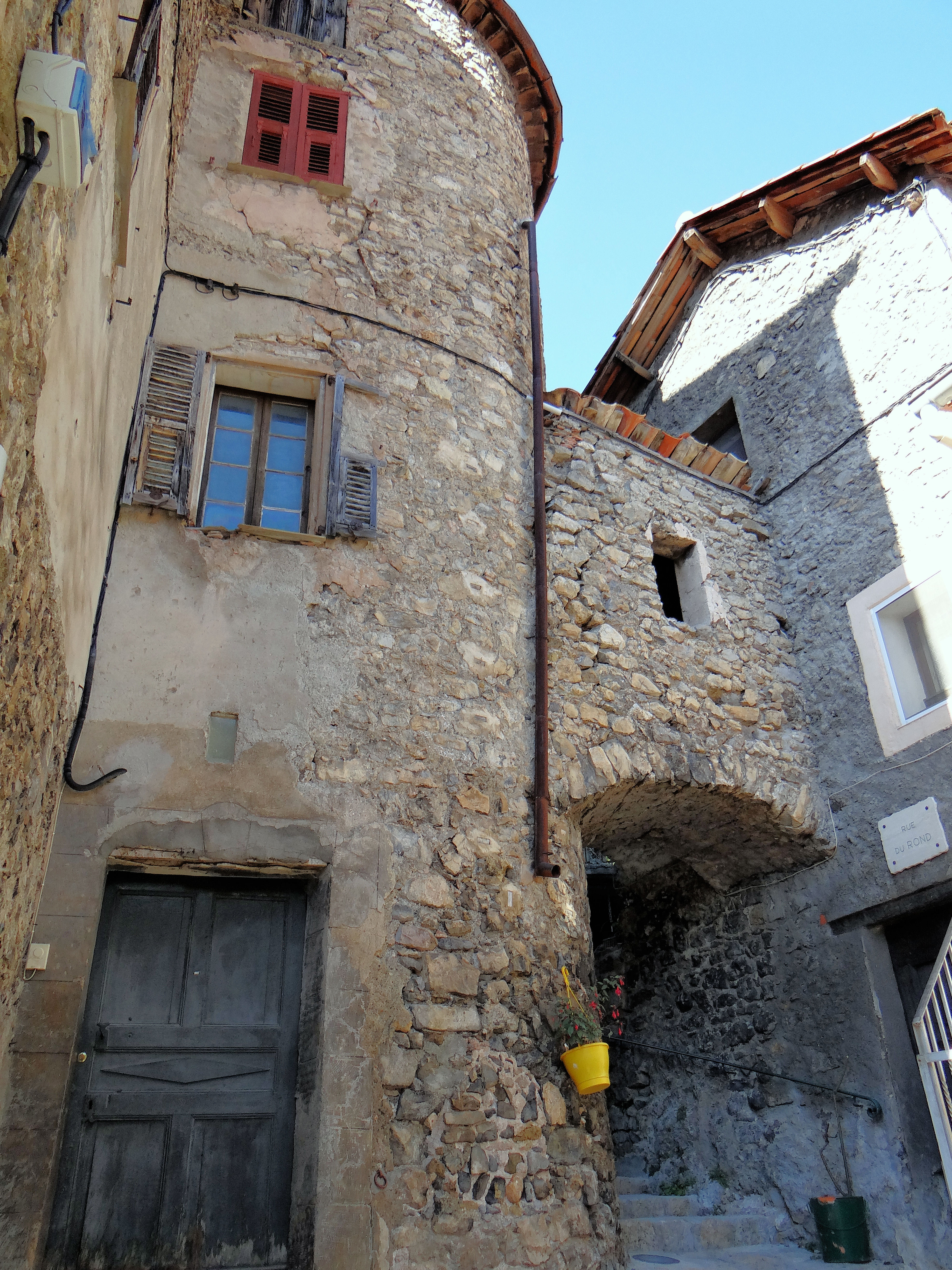
Un passage.

### Personnalités liées à la commune
- Famille Ribotti
- Annibal Grimaldi

### Héraldique
| Blason de Pierlas | Blason  | De gueules à l’étoile de seize rais d’or chargée d’un cœur du premier. |
| Blason de Pierlas | Détails | Le statut officiel du blason reste à déterminer.                       |